# Chiliadenus sericeus
Chiliadenus sericeus là một loài thực vật có hoa trong họ Cúc. Loài này được (Batt. & Trab.) Brullo mô tả khoa học đầu tiên năm 1979.